# Habsburger Urbar

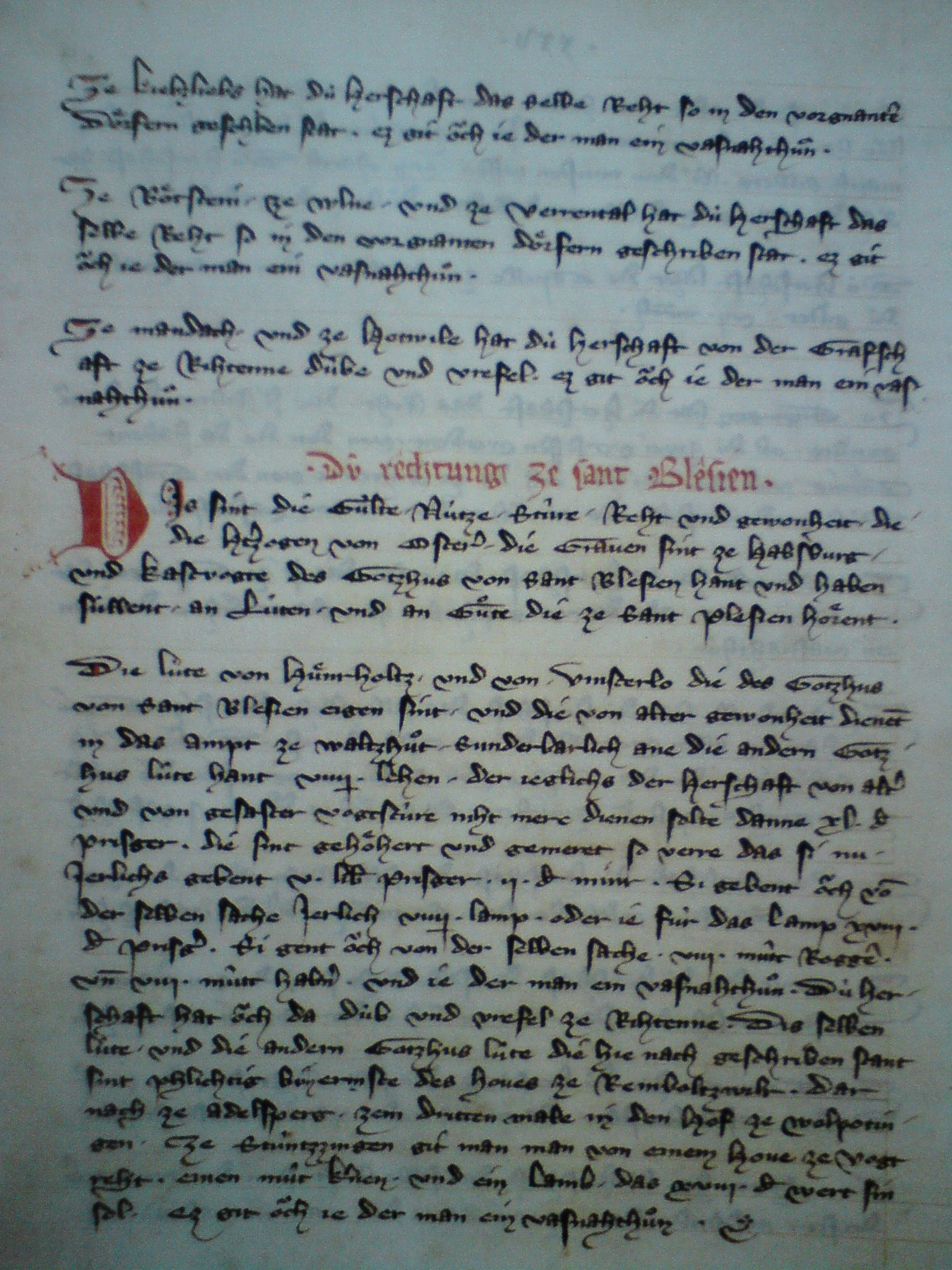
Das Habsburger Urbar, Codex um 1330, Badische Landesbibliothek Karlsruhe, Cod. Donaueschingen 691, fol. 27v.

Das Habsburger Urbar (auch Habsburgisches Urbar) ist ein deutschsprachiges Verzeichnis (Urbar) sämtlicher Rechtstitel, welche die Habsburger am Anfang des 14. Jahrhunderts in ihren Vorlanden (Vorderösterreich, Elsass und Schweiz) für sich in Anspruch nahmen.

## Entstehung
Das Urbar wurde auf Anordnung von König Albrecht I. in den Jahren 1303 bis 1307 mittels unter Eid bei Eigenleuten und Verwaltern vor Ort in den einzelnen Ämtern und zunächst in Form von Rödel (lat. rotulus) aufgenommenen Angaben erstellt: oft meterlange, zu Rollen zusammengenähte und dicht beschriebene Pergamentstreifen.
Der Erstellung vorausgegangen war diesem Verwaltungszugriff ein Interregnum, das nach der Absetzung von Kaiser Friedrich II. 1245 im Heiligen römischen Reich eine Zeitphase der Auflösung von Zentralgewalt auslöste, die zu zahlreichen regionalen bis hin zu lokalen Konflikten (Raubrittertum) führte. Der Machtkampf unter Bischöfen, Fürsten, Adligen und Stadtbürgern führte erst 1273 zur Wahl von Rudolf von Habsburg zum König, dem eine Beendung von Chaos und Gewalt zugetraut wurde. Rudolf wurde diesem Anspruch gerecht und konnte seine Basis vor allem im Südwesten des zerfallenden Reiches ausbauen. Entscheidend war der Beginn der Rückgewinnung des verloren gegangenen Reichsgutes als herrschaftlicher Machtbasis. Dieser Kampf setzte sich auch nach seinem Tod 1291 fort und da es keine zuverlässigen Listen zu den Gütern gegeben hatte, setzte der habsburgische Königsnachfolger Albrecht I. zur Neuordnung der Besitzverhältnisse im Reich die Erstellung eines Verzeichnisses zu Grundbesitz, Bauten, Rechten und Einkünften (Urbar) durch.
Das in Folge auch für viele Klosterurbare Südwestdeutschlands stilprägende Urbar weist mit seinen Vorstufen einen vielschichtigen Überlieferungskomplex auf. So erfolgte erst um etwa 1330 die abschließende Übertragung und Reinschrift der einzelnen Ämter- und Konzept-Rödel in einen lagengebundenen Codex. Teile des Codex und seiner Abschriften wiederum wurden in der Folgezeit aus dem ursprünglichen Corpus herausgelöst und sind separat überliefert worden, beziehungsweise teilweise verloren gegangen.
Die ungewöhnliche Genauigkeit bei der Inventarisierung der Besitztümer und der Listung der jeweiligen Zinsabgaben machen das Habsburger Urbar und seine Vorstufen zu einer bedeutenden domanialen Rechtsquelle mittelalterlicher Herrschaftsstrukturen und der Sozial- und Wirtschaftsgeschichte der betreffenden Territorien.

## Überlieferung
Das Urbar wurde bei der Zerstörung der Burg Stein bei Baden im Jahr 1417 mitsamt dem ganzen Archiv der Österreicher von den Eidgenossen nach Luzern verbracht. Dem Bruder von Alwig X. von Sulz, Graf Rudolf IV., Landvogt der Landgrafschaft Nellenburg, gelang es, das Urbar der Habsburger abschreiben zu lassen, was zuvor lange vergeblich versucht worden war. Die Abschrift wurde in den Jahren 1479 bis 1480 zunächst durch Diebold Schilling d. J. und danach durch den Schreiber der Innsbrucker Raitkammer angefertigt. Diese Abschrift befand sich einst im nellenburgischen Archiv in Stockach. Die Luzerner hatten das Urbar in mehrere Teile aufgetrennt und die betreffenden Teile jeweils den entsprechenden Hauptorten zugesandt; so sind einige Originalteile verloren gegangen.